# Roccia sedimentaria

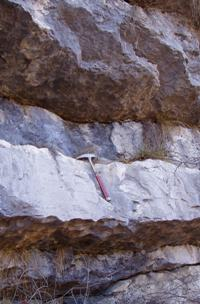
Affioramento di calcari del Lias

Le rocce sedimentarie (dal latino sedere, depositarsi) è un tipo di rocce formate dall'accumulo di sedimenti di varia origine, derivanti in gran parte dalla degradazione e dall'erosione di rocce preesistenti, che si sono depositati sulla superficie terrestre. La disciplina di studio e ricerca è la sedimentologia e i suoi studiosi sono detti sedimentologi.

## Processo sedimentario (litificazione)

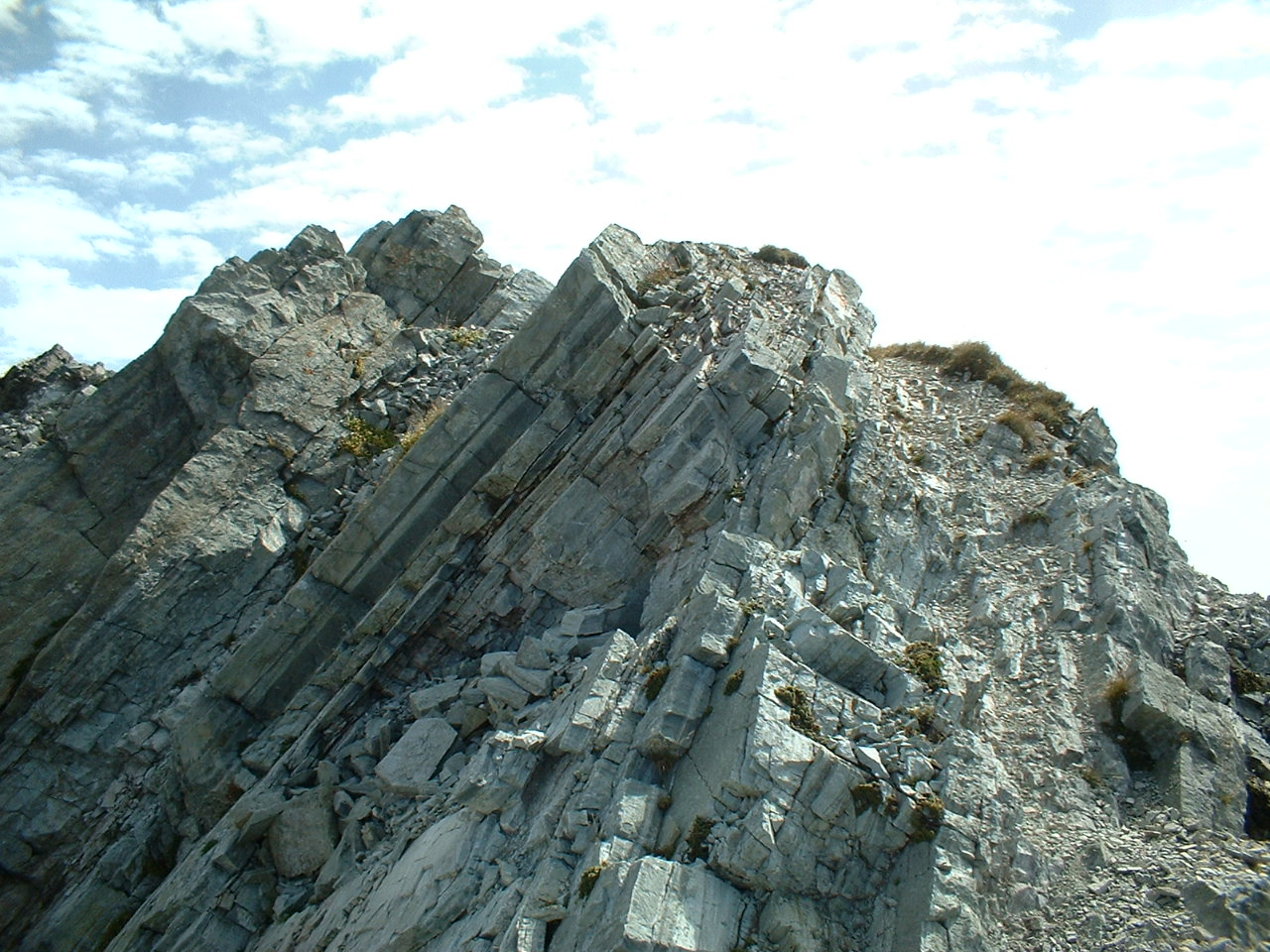
Affioramento di cresta della Formazione di Livinallongo del Ladinico Inferiore

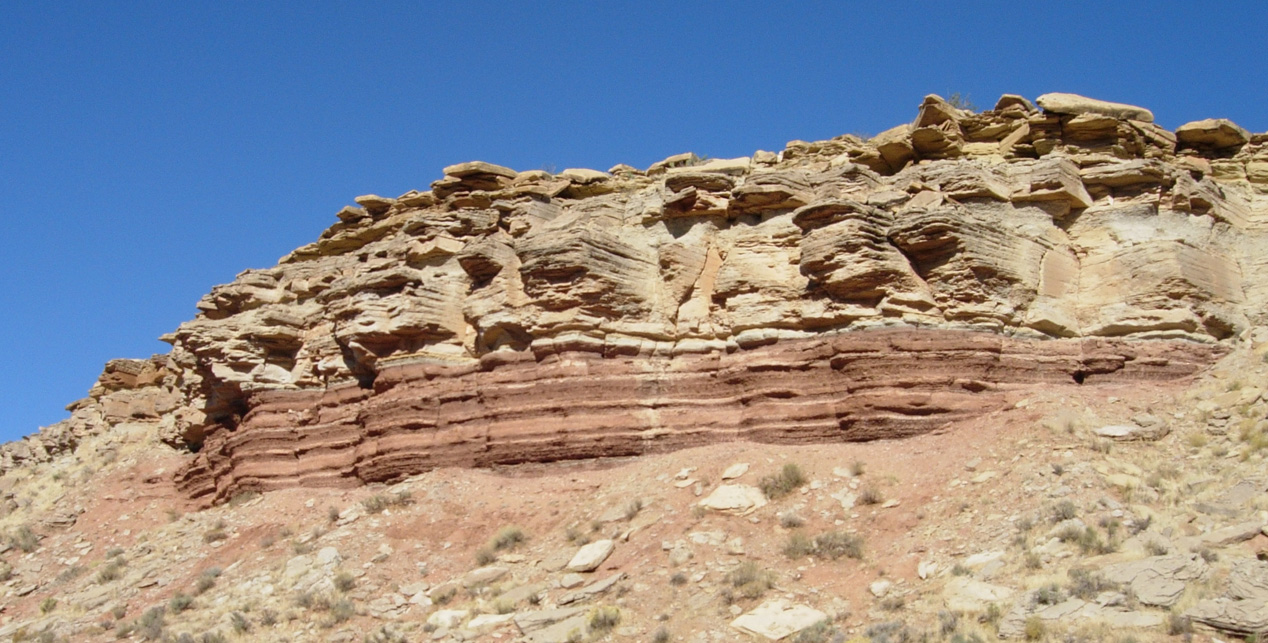
Sequenza marginale marina del Triassico medio nell'Utah (USA)

Le rocce sedimentarie sono quindi il risultato di un complesso di fenomeni, chiamato processo sedimentario, che si compone di erosione da parte degli agenti esogeni, trasporto da parte di fluidi (acqua, vento, ghiaccio), sedimentazione in ambiente sedimentario marino, continentale o misto e infine diagenesi.

### Alterazione ed erosione
I sedimenti, di provenienza, composizione chimica e dimensioni assai variabili, sono il risultato dell'alterazione chimico-fisica e talora biologica operata da vari agenti erosivi che insistono sulla superficie terrestre.
I processi fisici che determinano maggiormente l'alterazione di rocce sono principalmente quelli che generano fratture nell'ammasso roccioso originario a causa ad esempio dell'erosione della roccia.
A questi fenomeni si aggiunge non di rado l'azione dell'acqua che infiltrandosi nelle fessure e congelando per effetto delle basse temperature, ingrandisce le fratture disgregando di fatto la roccia circostante; questo fenomeno prende il nome di crioclastismo.
Nei climi molto caldi anche l'elevata temperatura può facilitare il processo di disgregazione: gli intensi cicli di forte raffreddamento e riscaldamento nell'arco della giornata generano nel terreno cicli di espansione e di contrazione molto pronunciati, che provocano l'esfoliazione del terreno; questo fenomeno prende il nome di termoclastismo.
I fenomeni chimici, preponderanti soprattutto nel caso di detriti di piccole dimensioni a causa della loro maggiore superficie specifica, sono principalmente causati dall'interazione tra i componenti della roccia e l'acqua e le sostanze in essa disciolte. Un esempio può essere la dissoluzione di rocce carbonatiche per effetto dell'acqua con elevate percentuali di anidride carbonica.

### Trasporto
Il materiale così alterato viene solitamente trasportato lontano dalla sua roccia madre soprattutto attraverso l'azione delle acque dilavanti, dai fiumi e da altri corsi d'acqua, fino a raggiungere un ambiente deposizionale di bassa energia dove può depositarsi per azione gravitativa. Nel caso di materiali solubili la deposizione avviene in soluzione per poi precipitare successivamente. Spesso (ma non unicamente) tale ambiente è quello marino, dove i materiali vengono ridistribuiti sul fondo marino dal moto ondoso, dalle maree e dalle correnti. Altri agenti di trasporto possono essere localmente il vento (ad esempio in ambiente desertico), così come i ghiacciai, che possono trasportare materiale sedimentario con il loro lento movimento verso valle.
L'acqua è il più importante agente di trasporto e mezzo fisico nel quale avviene la deposizione: molte delle caratteristiche peculiari delle rocce sedimentarie derivano quindi dalla loro deposizione in ambiente subacqueo.

### Sedimentazione
La sedimentazione, quando avviene per effetto gravitativo, genera nei detriti una differenziazione in base alle dimensioni dei granuli. Infatti la loro deposizione è strettamente legata alla forza che l'agente di trasporto ha per continuare a trattenerli in sospensione. Un esempio di questa differenziazione della deposizione può essere l'azione di un corso d'acqua che, avendo inizialmente carattere torrentizio, riesce a trasportare detriti di dimensioni anche importanti; andando verso valle perderà parte della sua energia e i primi detriti ad essere sedimentati saranno quelli di dimensioni maggiori, cioè principalmente le ghiaie.
Successivamente si andranno a depositare detriti di dimensioni sempre minori in virtù della sempre minore forza del mezzo, quindi sabbie, limi ed argille.
I detriti, nell'azione di trasporto, subiscono anche una modifica della loro forma, dovuta alla reciproca abrasione delle particelle in sospensione, risultando così avere forma arrotondata priva di spigoli vivi.
Una volta deposti, i sedimenti vanno incontro ai processi di diagenesi, ovvero quel complesso di trasformazioni chimico-fisiche che avvengono una volta avvenuta la sedimentazione. Tali fenomeni in gran parte sono costituiti dalla litificazione, che trasforma i sedimenti in un ammasso roccioso compatto e coerente, formandosi così la dura roccia sedimentaria così come siamo abituati a conoscerla.

### Diagenesi
La diagenesi avviene come risultato combinato di alcuni meccanismi:
- la compattazione (o costipamento), dovuta al carico litostatico dei sedimenti sovrastanti, che man mano sedimentano, inducendo sia una diminuzione della porosità ed espulsione dell'acqua dagli stessi che un riarrangiamento reciproco della disposizione dei granuli;
- la cementazione: le acque circolanti nei sedimenti (soprattutto i più grossolani come granulometria) contengono sostanze cementanti naturali, come il carbonato di calcio o l'ossido di silicio, che depositandosi tra i granuli forma un legante naturale (chiamato in geologia "cemento") che unisce saldamente le particelle sedimentarie.

Col termine litificazione viene indicata la generalità dei risultati della costipazione e cementazione su di un sedimento sciolto.
- Riequilibri geochimici tra la composizione mineralogica del sedimento e quella dei fluidi permeanti i pori; nelle rocce carbonatiche è possibile ad esempio osservare la dolomitizzazione di rocce calcaree che consiste essenzialmente in una parziale sostituzione degli atomi di calcio con quelli di magnesio. Variazioni dei valori di pH e redox entro il sedimento determinano la deposizione o dissoluzione di alcuni minerali, la genesi di minerali di neoformazioni e la trasformazione di minerali argillosi. In particolare le variazioni del potenziale redox, modificando lo stato di ossidazione del ferro presente nei sedimenti sono responsabili delle colorazioni rossastre o verdastre o violastre di molti sedimenti.

La Geologia non fa distinzioni tra la natura sciolta e incoerente del materiale sedimentario al momento della sua deposizione e quella invece caratterizzata da durezza e solidità delle rocce sedimentarie che verranno a formarsi alla fine. Infatti, qualsiasi deposito di materiale sedimentario è considerato comunque una roccia, qualsiasi sia il suo stato fisico, anche se i processi fisici e chimici ai quali il sedimento è sottoposto a partire dalla sua deposizione tendono a convertire il materiale sciolto in quello che comunemente è conosciuto come "roccia".

## Classificazione delle rocce sedimentarie
Dal tipo di sedimento, e conseguentemente dalle caratteristiche del processo sedimentario, deriva la principale suddivisione delle rocce sedimentarie in:

### Rocce sedimentarie clastiche

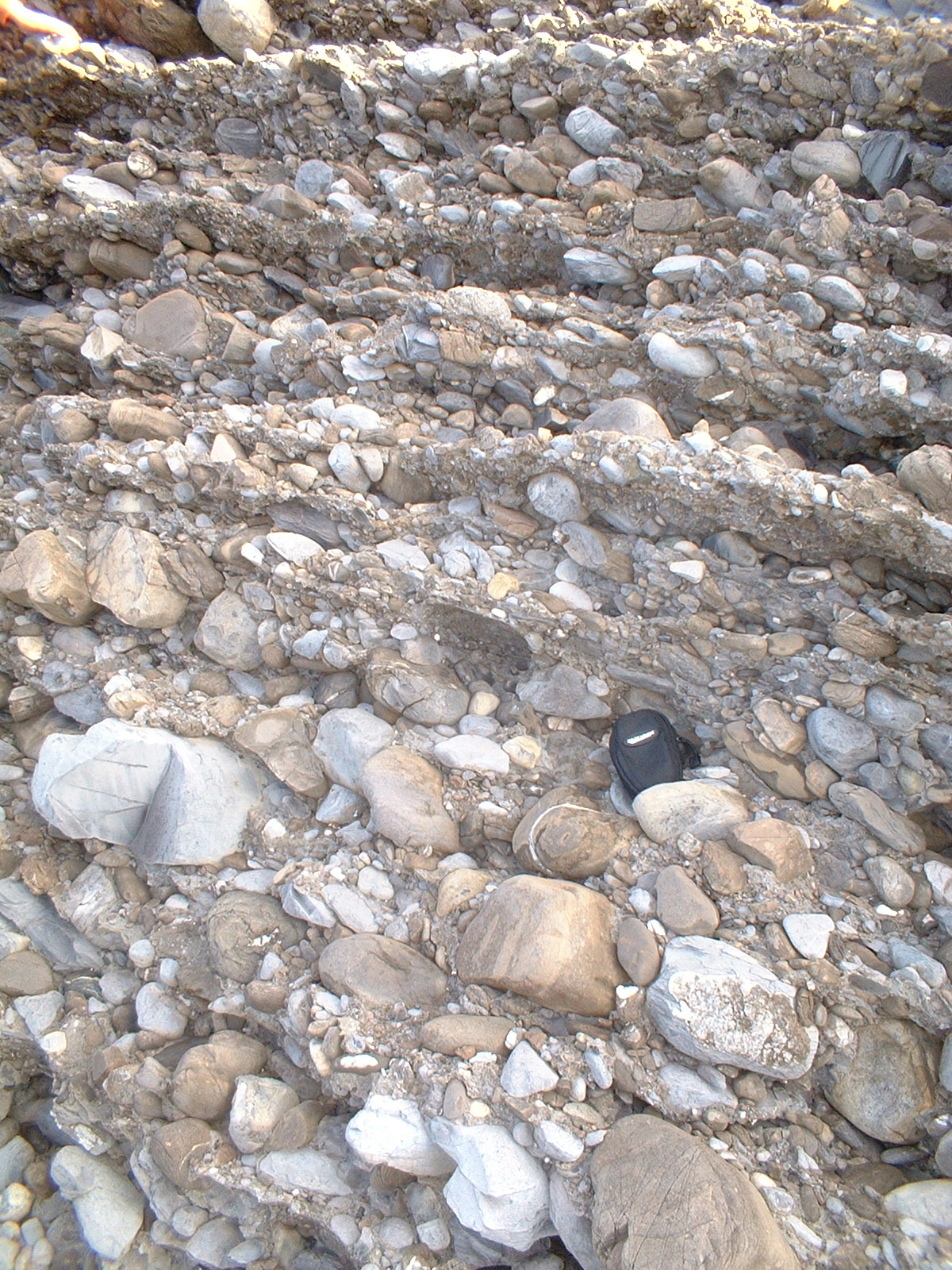
Conglomerato di Portofino - Formazione di Molare (Oligocene), che poggia in discordanza sul flysch calcareo marnoso del M. Antola (Punta Chiappa - Ge)

Sono formate da frammenti di altre rocce (clasti) trasportati dal luogo di formazione, modificati più o meno intensamente e infine depositati.
All'interno di questa classe le R.S. vengono ulteriormente suddivise in base alla granulometria dei clasti:
- conglomerati se il diametro è maggiore di 2 mm  (i conglomerati si dividono in brecce se i clasti hanno spigoli vivi, mentre sono denominati puddinghe se hanno spigoli arrotondati)
- arenarie se il diametro è compreso tra i 2 mm e 1/16 di mm
- siltiti se il diametro è compreso tra 1/16 di mm e 0,06 mm
- argilliti se le dimensioni sono inferiori a 0,06 mm

Talune classificazioni ricomprendono le siltiti all'interno delle argilliti, definendo queste ultime come rocce sedimentarie clastiche aventi clasti di dimensioni inferiori a 1/16 di mm.

### Rocce sedimentarie chimiche o residuali
Formate dalla deposizione sul fondo di sali o altri composti chimici disciolti e contenuti nelle acque marine, questi sali precipitano, quando la loro concentrazione nell'acqua marina, aumentando per l'evaporazione dell'acqua, supera il valore massimo di saturazione. Spiccano tra queste rocce le evaporiti rappresentate in gran parte dal gesso, dall'Anidrite e dal salgemma.
Fra le rocce sedimentarie generate dalla precipitazione chimica di carbonato di calcio, ma non assimilabili alle evaporiti, si annoverano anche alcuni calcari come i travertini, deposizioni in ambiente ipogeo come stalattiti e stalagmiti, gli alabastri calcarei, e anche la formazione di alcune dolomie primarie.

### Rocce sedimentarie organogene o biochimiche
Le rocce sedimentarie organogene, o biochimiche, si originano dalla deposizione e successiva cementazione prevalentemente di esoscheletri (o frammenti di essi) di organismi con guscio carbonatico o siliceo. I fondali marini dei mari profondi sono coperti da un fango formato dai gusci di organismi planctonici microscopici come i foraminiferi pelagici, i radiolari e spicole di spugna. Questi fanghi diagenizzati danno origine a rocce come calcari pelagici, radiolariti e spongoliti.
Al di fuori della classificazione sopra accennata si ricorda anche la marna, una particolare roccia sedimentaria, piuttosto diffusa nelle serie stratigrafiche sia alpine che appenniniche, composta da una frazione argillosa (quindi clastica) e una frazione calcarea (di origine chimica od organogena).
Altre classificazioni sono presenti in letteratura, come ad esempio quelle di Folk e Dunham. Esse prendono in considerazione, oltre che gli aspetti tessiturali e strutturali, anche aspetti genetici.

## Stratificazione e principio di sovrapposizione
Le rocce sedimentarie si presentano in natura tipicamente come livelli definiti, chiamati strati, che sono stati deposti l'uno sull'altro dando luogo così alla stratificazione. In una sequenza stratigrafica i singoli strati sono separati tra loro dai piani di strato. Lo strato costituisce l'unità stratigrafica elementare e il corpo sedimentario elementare.
Il principio di sovrapposizione, uno dei più antichi e importanti principi della geologia, indica che in una serie stratigrafica indisturbata gli strati più profondi sono anche i più antichi, mentre quelli via via sovrapposti sono quelli con età sempre minore, fino ad arrivare agli strati attuali in via di deposizione che sono all'interfaccia sedimento-acqua o sedimento-aria.
Per meglio capire questo importante concetto, si può fare l'esempio di una pila di vecchi giornali. Il più vecchio sarà il giornale alla base della pila (quello che abbiamo letto per primo e che per primo abbiamo depositato nella scatola della carta straccia). L'ultimo, quello odierno, sarà quello visibile in superficie. Scendendo nella pila, come in una perforazione, troveremo date progressivamente più antiche.

### Tipi di stratificazione
Anche se lo strato costituisce il corpo sedimentario elementare, generalmente si intende con il termine di corpo sedimentario un insieme di più strati, che possono essere variamente organizzati. Le dimensioni dei corpi sedimentari vanno dalla scala dell'affioramento (metri) a quella del bacino (chilometri). L'organizzazione geometrica degli strati all'interno dei corpi sedimentari risente della condizioni fisiche di sedimentazione e della morfologia preesistente.
Stratificazione piana. Strati orizzontali, tabulari, con limiti ad andamento sub-parallelo. Si depongono prevalentemente per trasporto orizzontale da parte di correnti e per decantazione (in presenza di una paleo-morfologia pianeggiante).
Stratificazione ondulata. Gli strati tendono ad adattarsi alla morfologia preesistente. Tipicamente si depongono per decantazione e tendono a "drappeggiarsi", assumendo uno spessore minore sui rilievi e maggiore negli avvallamenti. Possono deporsi strati ondulati anche per crescita di organismi biocostruttori (coralli, briozoi, spugne, etc.), in ambiente di piattaforma o di scogliera carbonatica.
Stratificazione inclinata. Successioni di strati depositatisi originariamente su superfici inclinate, sotto l'azione di fenomeni gravitativi o trattivi (correnti). Tipici esempi sono i depositi di fronte deltizia.
Stratificazione incrociata. Successioni di strati inclinati rispetto a superfici di strato principali. Tipici esempi sono i depositi di spiaggia e i depositi di duna eolica.

## Strutture sedimentarie
Oggetti e geometrie di dimensioni inferiori o uguali allo strato si definiscono generalmente strutture sedimentarie. Sono tipiche strutture sedimentarie le lamine: elementi di dimensioni da millimetriche a centimetriche, determinati da variazioni di composizione, granulometria e orientazione delle particelle costituenti lo strato, che possono avere origine da diversi processi sedimentari. Le lamine derivano principalmente da processi trattivi, come le correnti, da decantazione e da precipitazione di sali in ambiente evaporitico.
Il tipo di organizzazione geometrica interna agli strati (laminazione) può essere determinato in base ai processi fisici predominanti.
In base a tale principio è possibile distinguere:
- laminazione prodotta da correnti unidirezionali
- laminazione prodotta da correnti ondulatorie
- laminazione prodotta da alternanza tra processi trattivi e di decantazione
- laminazione prodotta da decantazione

## Distribuzione e parametri fisici di formazione
Le rocce sedimentarie non erano presenti nella crosta terrestre primordiale. La copertura superficiale della Terra è costituita per il 75% da rocce sedimentarie, formando nel complesso uno strato assai sottile.
In superficie prevalgono nettamente le rocce sedimentarie (75% delle rocce superficiali) in quanto derivano dall'interazione litosfera-idrosfera-atmosfera-biosfera, e rappresentano le associazioni di minerali più stabili in ambiente superficiale. Qui si hanno caratteristiche ambientali diverse da quelle presenti al momento della formazione delle rocce eruttive o metamorfiche: temperature relativamente basse (circa tra 0° e 150°), pressione bassa (al massimo circa 2 kbar), acqua, ossigeno e anidride carbonica in genere molto abbondanti e attività biogena intensa. Le rocce eruttive e metamorfiche tendono dunque a trasformarsi in rocce sedimentarie.